# Битва на Неретве (фильм)
«Битва на Неретве» (серб. Битка на Неретви, хорв. Bitka na Neretvi) — югославский кинофильм 1969 года. Фильм основан на реальных событиях истории Югославии времён Второй мировой войны. Самый высокобюджетный фильм в истории кинематографа Югославии. Был номинирован на премию «Оскар» за лучший фильм на иностранном языке.
Плакат к фильму был выполнен Пабло Пикассо, а музыку к англоязычной версии фильма написал Бернард Херрманн (композитор, известный работами во многих фильмах Альфреда Хичкока).

## Сюжет
Действие фильма происходит в начале 1943 года в оккупированной немцами Югославии. Немецкая армия развернула по личному приказу Гитлера военную операцию (план «Weiss») против югославских партизан. Партизаны, в количестве 4500 человек, среди которых есть раненые и больные тифом, оказываются в окружении в ущелье реки Неретва в Боснии. Через реку перекинут лишь один мост, который они должны защитить от многократно превосходящих сил противника. Командующий, Иосип Броз Тито (не показанный в фильме, он лишь упоминается в нём), приказывает разрушить мост. Немцы передислоцируют свои силы на другую сторону, ожидая, что партизаны будут с боем выходить из окружения. Однако партизаны молниеносно строят временный мост и переходят на другую сторону ущелья, где вступают в бой с четниками.

## В ролях
- Велимир «Бата» Живоинович — Столе
- Юл Бриннер — Владо
- Сергей Бондарчук — Мартин
- Харди Крюгер — полковник Кранцер
- Франко Неро — капитан Микеле Рива
- Силва Кошчина — Даница
- Орсон Уэллс — сенатор четников
- Курт Юргенс — генерал Лоринг
- Энтони Доусон — генерал Морелли
- Милена Дравич — Нада
- Любиша Самарджич — Новак
- Коле Ангеловски — Жика
- Столе Аранчелович — Шумадинац
- Фарук Беголли —  лейтенант Хорст
- Олег Видов — Никола
- Павле Вуисич — Йордан
- Борис Дворник — Стипе
- Шарль Мило — Джука
- Абдуррахман Шала — капитан
- Васа Пантелич — командир партизан
- Говард Росс — сержант Марио
- Лойзе Розман — Иван
- Драгомир Фелба — папа
- Хайрудин Хаджикарич — Владимир Назор

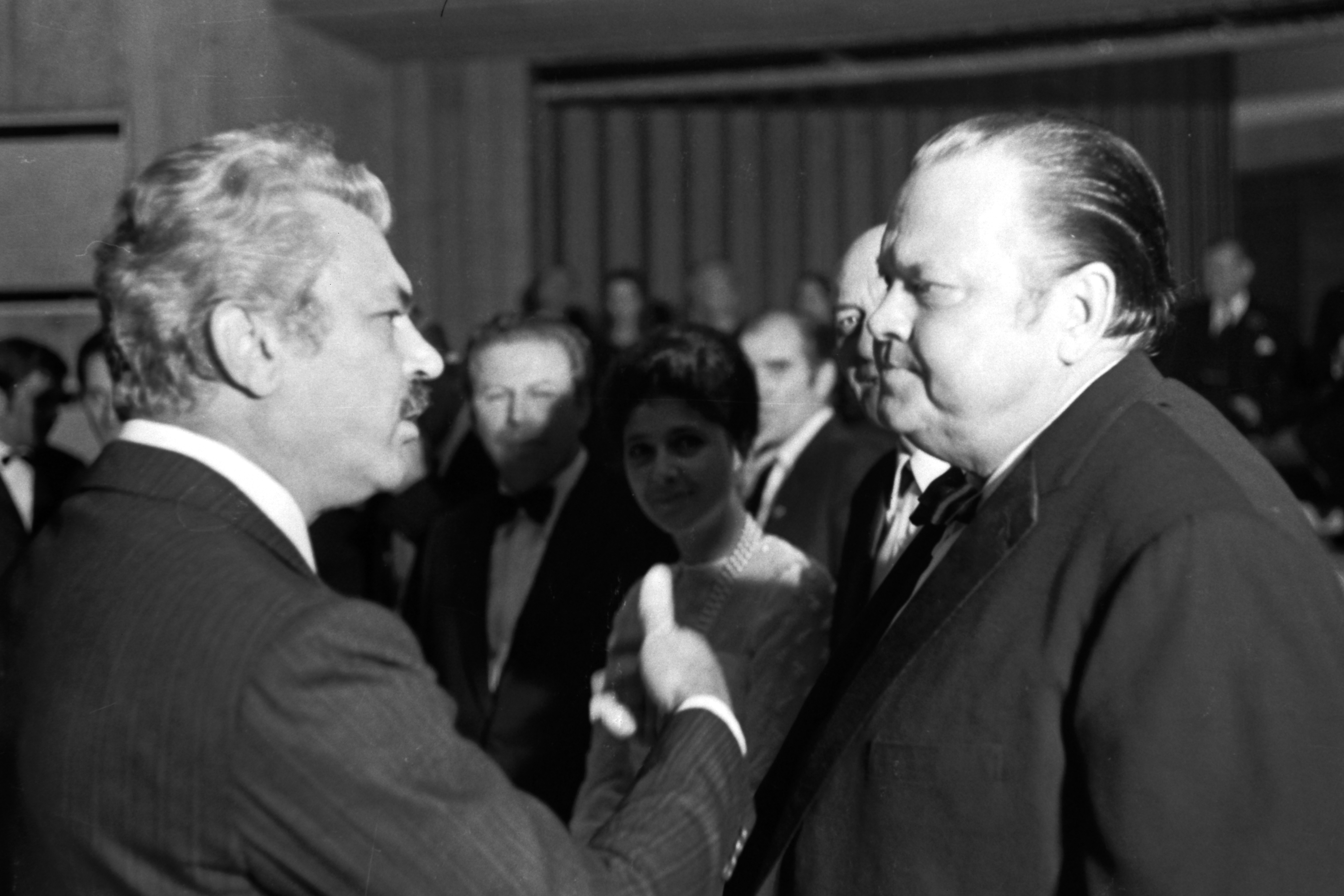
Сергей Бондарчук и Орсон Уэллс на премьере фильма. 29 ноября 1969

- Фабиян Шовагович — Бошко
- Божидар Смилянич — хирург

## Особенности съёмки
- По официальной версии авторов фильма, для съёмок эпизода взрыва моста отстраивали один из разрушенных во время войны мостов, а затем снова его разрушали по сценарию фильма. Это происходило дважды, но отснятые кадры не удовлетворяли требованиям режиссёра и в фильме была использована уменьшенная копия моста.[4][неавторитетный источник] На XIX фестивале югославского короткометражного и документального кино в Белграде в фильме Светы Маслеши «Был когда-то мост» была представлена другая версия событий: для съёмок был разрушен активно использовавшийся жителями одной из деревень мост, уже ранее восстановленный в 1948 году бойцами народной армии. Пообещав сразу же его восстановить, группа В. Булаича за последующие два года так ничего и не предприняла. Узнав о направлении на фестиваль фильма «Был когда-то мост», группа послала оргкомитету телеграмму о том, что мост уже восстановлен, однако на последней пресс-конференции кинофестиваля вводящая в заблуждение информация была опровергнута.[5]
- Этот фильм стал первым, в котором прозвучала хорватская партизанская песня «Padaj silo i nepravdo».